# Шоколадний фондан
Шокола́дний фонда́н (фр. fondant au chocolat — «танучий шоколад») — популярний десерт французького походження, кекс з шоколадного бісквітного тіста. Його особливістю є тверда хрустка скоринка та рідка серцевина.
Для фондану готують бісквітне тісто з додаванням вершкового масла та великої кількості гіркого шоколаду. Тісто заливають у формочки та випікають у духовці. Цей десерт вважається складним у приготуванні, оскільки фондан необхідно точно дотримати в духовці так, аби зберігалася рідка серцевина за хрусткої скоринки назовні.

## Назва
Цей десерт відомий під багатьма назвами. Французька кухня розрізняє два варіанти цього тістечка: fondant au chocolat — «шоколад, що тане» та moelleux au chocolat — «м'який шоколад». Перший варіант майже повністю рідкий, покритий тонкою хрусткою скоринкою; всередині другого — повітряний м'якуш і лише незначна рідка серцевина. Межа розрізнення цих варіацій тістечка досить невиразна, в обох способах приготування використовуються різні пропорції яєць і борошна, а також різні температури й час запікання. У європейських країнах (окрім Франції) використовують назву petit gateau (що, зі свого боку, перекладається з французької як «маленький кекс»).

## Походження
Хоча цей десерт досить молодий — фондан став всесвітньо відомим лише наприкінці XX століття — щодо його походження виникають суперечності між деякими кулінарами. Французький кухар Жан-Жорж Фонгеріхтен запевняє, що він вперше приготував його у 1987 році, будучи шеф-кухарем нью-йоркського ресторану «Лафаєтт» в готелі «Дрейк», і це не був спеціально приготований рецепт, а лише недогляд з його боку. Проте відомий кондитер і шоколатьє Жак Торр повідомляв, що ця страва вже давно відома у Франції й має назву «шоколадний фондан». Поширена версія про те, що його винайшов французький кухар ресторану «Лагійоль» Мішель Бра, та його рецепт приготування цього тістечка трохе складніше: він заморозив шоколадний крем ганаш і перед запіканням поклав його в середину заготованого тіста.

## Подача
Хоча фондан, так само як і мафіни, запікають у невеликих формах рамекінах, подається фондан на окремій тарілці, попередньо будучи винутим з форми. Їсти його необхідно гарячим одразу ж після печі, оскільки з плином часу серцевина затвердіває. Тістечко посипають цукровою пудрою або шоколадною крихтою, та за класичною традицією кладуть кульку ванільного морозива.

## Галерея

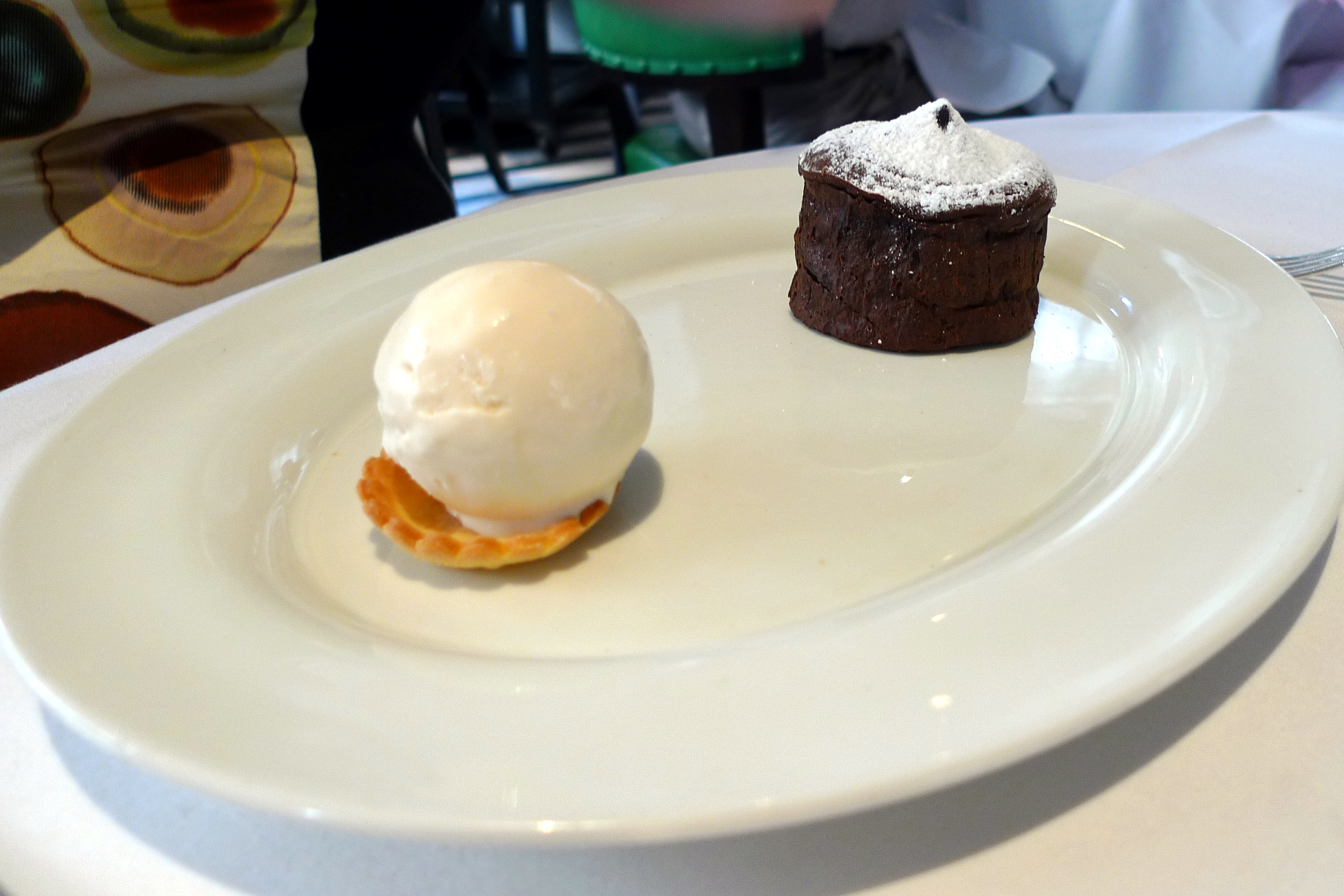
Шоколадний фондан, поданий з морозивом у Лондоні
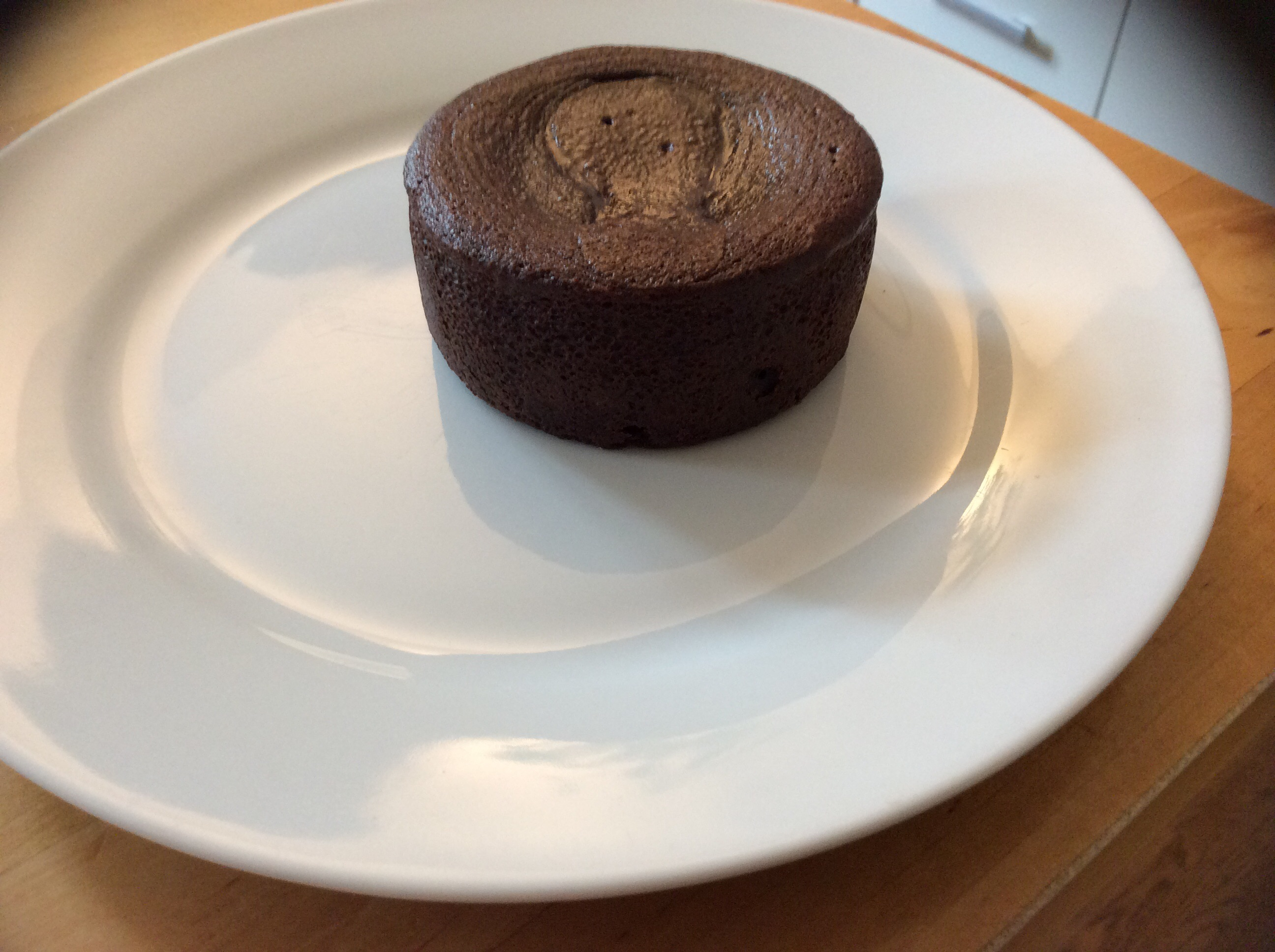
Приготований шоколадний фондан
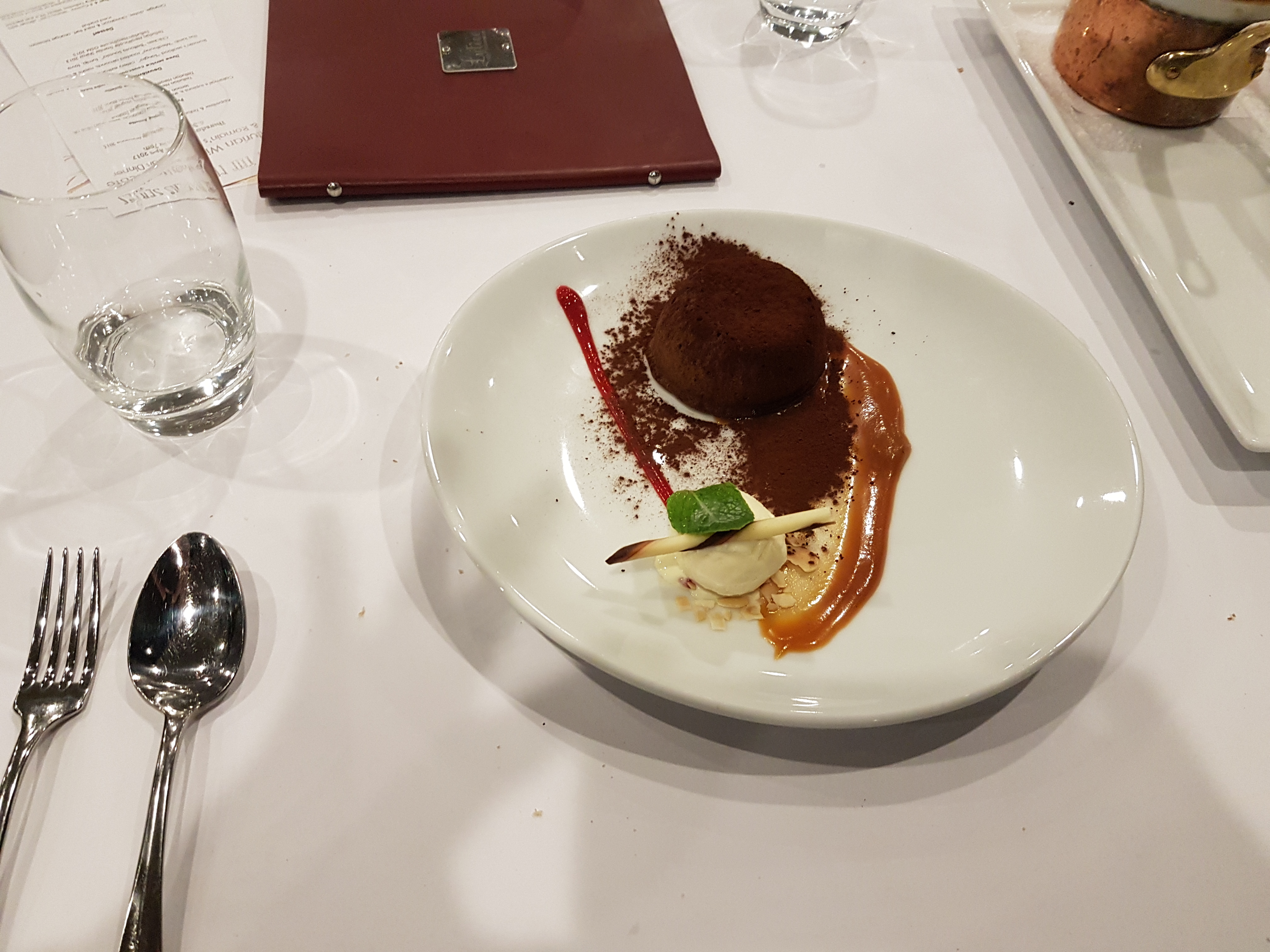
Шоколадний фондан, посипаний шоколадною крихтою
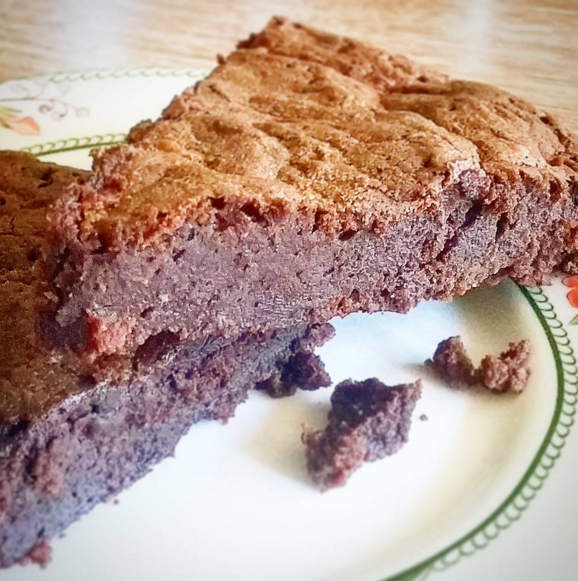
Шоколадний фондан у вигляді брауні